# Centrolabrus caeruleus
Centrolabrus caeruleus är en fiskart som beskrevs av Azevedo, 1999. Centrolabrus caeruleus ingår i släktet Centrolabrus och familjen läppfiskar. IUCN kategoriserar arten globalt som livskraftig. Inga underarter finns listade i Catalogue of Life.